# Церква Преображення Господнього (Старі Кути)
Церква Преображення Господнього (Старі Кути) — дерев'яна церква в с. Старі Кути Івано-Франківської області, Україна, пам'ятка архітектури національного значення. Церкву також називають Спаською.

## Історія
Церква датована 1868 роком. Вона розташовується на кладовищі в південно східній частинісела на захід від центральної дороги. У радянський період церква  охоронялась як пам'ятка архітектури Української РСР (№ 1177). Церкву ремонтували в 1995 році. Використовується громадою Української греко-католицької церкви.

## Архітектура
Церква хрестоподібна в плані, триверха з невеликими боковими раменами нави. Із західної сторони до бабинця прибудовано ганок, ще один ганок прибудований з півдня до рамена нави.  До вівтаря з прибудовані ризниці одної ширини, які перекриті єдиним з вівтарем дахом. Над квадратними зрубами бабинця, нави і вівтаря розташовані восьмигранні основи для грушеподібних бань. Опасання розташоване навколо церкви на вінцях зрубів. Опасання та дах церкви з банями перекриті бляхою.  В інтер'єрі зберігся іконостас, датований поччатком ХХ ст.

## Дзвіниця
До складу пам'ятки входить дерев'яна, двоярусна, квадратна дзвіниця, оточена опасанням з шатровим дахом. Дзвіниця датована 1881 роком. У дзвіниці є два дзвони, датовані 2013 роком.